# اس‌اس فنلا (۱۸۸۱)
اس‌اس فنلا (۱۸۸۱) (به انگلیسی: SS Fenella (1881)) یک کشتی بود که طول آن ۲۰۰ فوت (۶۱ متر) بود. این کشتی در سال ۱۸۸۱ ساخته شد.